# ACIS
|  | Per a altres significats, vegeu «Acis (desambiguació)». |

El modelador ACIS és un nucli geomètric de modelatge tridimensional en el camp de la computació, propietat de Spatial Corp. ACIS és utilitzat per diversos sistemes de Disseny assistit per ordinador (o en anglès CAD), Fabricació assistida per ordinador (CAM), CAE, AEC, CMM, Animació en 3D i fabricació de vaixells. ACIS proveeix la funcionalitat necessària per modelar en 3D.
ACIS posseeix una arquitectura oberta, i orientada a objectes, en llenguatge C++, la qual cosa li permet tenir capacitats de modelatge de sòlids més robustes. Amb ACIS es poden construir aplicacions amb característiques mixtes, car integra modelatge de diferents tipus: Superfície, filferro i modelatge de sòlids de topologia amb varietat i sense, a més d'una gran col·lecció d'operacions geomètriques.

## Arquitectura

### Plataformes disponibles i Sistemes Operatius
| Plataforma | Sistema Operatiu                    | Compilador                                                         | 32-bit | 64-bit |
| ---------- | ----------------------------------- | ------------------------------------------------------------------ | ------ | ------ |
| Microsoft® | Windows XP Professional SP2         | Visual C++ .NET 2005                                               | X      |        |
| Microsoft® | Windows 2000 SP4                    | Visual C++ .NET 2003                                               | X      |        |
| Microsoft® | Windows Server 2003                 | Visual C++ 6.0 SP5                                                 | X      |        |
| Microsoft® | Windows XP Professional x64 Edition | Platform SDK for Windows Server February 2003 Version 13.10.2240.8 |        | X      |
| Red Hat®   | Enterprise Linux, Version 3         | GNU C++ gcc 3.2.3                                                  | X      | X      |
| Apple®     | OS X 10.4 (Native BSD)              | GNU C++ gcc 4.0 and XCode 2.3                                      | X      |        |
| IBM®       | AIX® Version 5.1                    | VisualAge® C++ Version 6.0                                         | X      | X      |
| HP         | HP-UX 11.0                          | HP aC++ Version A.03.52                                            | X      | X      |
| SunTM      | SolarisTM 8&9                       | Sun ONETM Studio 8                                                 | X      | X      |

## Funcionalitat

### Modelador ACIS
La distribució central d'ACIS pot dividir-se en tres categories:

#### Modelatge de sòlids
- Extrusions/Revolucions/Model d'escombrat de conjunts de corbes en 2D per crear superfícies complexes o sòlids.
- Ajust de superfícies a conjunts de corbes.
- Generació de patrons de formes repetides.
- Sòlids foradats i gruix de superfícies.
- Doblegat interactiu, torçats, estiraments i deformacions de corbes, superfícies i sòlids.
- Operacions Booleanes d'intersecció/unió/diferència de qualsevol combinació de corbes, superfícies i/o sòlids.

#### Gestió de modelatge de sòlids
- És possible adjuntar dades definides per l'usuari a qualsevol nivell d'un model.
- Rastrejar canvis de geometria i topologia.
- Modelatge de sub-regions d'un sòlid per mitjà de topologia cel·lular.
- Maneig d'història de construcció de model de manera independent amb capacitat de refer/desfer canvis.

### Modelador ACIS amb extensions
- Modelatge de sòlids deformables.
- Cobertura avançada.
- Descomposició de característiques.
- Remoció de línies ocultes (tecnologia 3D PHL V5), basada en tecnologia CATIA V5.

## Interacció amb ACIS
Existeixen dues maneres directes d'interaccionar amb ACIS. La primera és per mitjà del conjunt d'APIs invocades a través dels components de software requerits.

### Interfície en C++ (API)
```
void main ()
{
// Inicialitzar motor geomètric
outcome res = api_start_modeller(0);
res = api_initialize_kernel ();
check_outcome (res);
BODY *lingote, *htta,
//
// Crear peça base
SPAposition cantonada_inf = SPAposition (0.0, 0,0, 0.0);
SPAposition cantonada_sup = SPAposition (20.0, 20.0,10.0);
res = api_solid_block(cantonada_inf, cantonada_sup, lingote);
check_outcome(res);
//
// Crear peça d'operació
SPAposition p_inf = SPAposition(10.0, 10.0, 5.0);
SPAposition p_sup = SPAposition(10.0, 10.0, 15.0);
double rad_menor = 5.0, rad_mayor = 5.0, rad_sup = 5.0;
res = api_solid_cylinder_cone(p_inf, p_sup, rad_menor, rad_mayor, rad_sup, NULL, htta);
check_outcome(res);
//
// Realitzar operació Booleana d'unió
res = api_boolean(lingote, htta, UNION);
//
if (!res.ok()){
cout << "Operació no exitosa" << endl;
} else {
// Guardar resultaT 
ENTITY_LIST model_llista;
model_llista.add(lingote);
//
// Gestió d'arxiu
FileInfo fileinfo;
res = api_save_version(15,0);
check_outcome(res);
fileinfo.set_units (1.0);
fileinfo.set_product_id ("Wikipedia ACIS");
res = api_set_file_info (3, fileinfo);
check_outcome(res);
//
FILE *output_file = acis_fopen ("acis_model.sat", "w"); 
res = api_save_entity_list (output_file, TRUE, elist);
check_outcome(res);
acis_fclose (output_file);
}
api_terminate_kernel();
api_stop_modeller();
}
```

#### Interfície en Scheme
La segona és fent ús de la interfície Scheme AIDE (o en anglès Scheme ACIS Interface Driver Extension). Aquesta és una petita aplicació que fa ús d'ACIS. És molt útil per desenvolupadors d'aplicacions en ACIS, car permet córrer petits programes tipus script en llenguatge Scheme útil per la creació de codi de prototipus. Altres propòsits solen ser:
- Proveir una forma de comprovar la funcionalitat oferta per ACIS sense necessitat d'escriure o compilar una aplicació en C++. Tal com s'ha mencionat abans, això permet que els programadors puguin aprendre i crear prototipus de qualsevol funcionalitat.
- Ajudar a donar una idea de com implementar alguna funcionalitat específica en una aplicació desenvolupada en C++, atès que Spatial Corp proporciona el codi font en C++ per la creació de les extensions en Scheme utilitzades per Scheme AIDE.
- Servir com a exemple per la creació d'aplicacions d'ACIS en Scheme o el punt de partida per la creació d'una nova aplicació d'ACIS en Scheme.
- Finalment, servir com una ferramenta de comunicació amb Spatial per reportar errades o "bugs" en el software.

Scheme AIDE és un programa tipus TUI (Interfície de text) que accepta comandes en Scheme i mostra els resultats en una finestra separada, aquestes comandes poden ser instruccions natives en Scheme o extensions Scheme per la manipulació d'ACIS.
```
(define lingote (solid:block (position 0 0 0) (position 20 20 10)))
(define htta (solid:cylinder (position 10 10 5) (position 10 10 15) 5))
(bool:unite lingote htta)
(part:save "acis_modl.sat")
```

## Sistema d'arxius
ACIS guarda informació sobre els models en arxius externs els quals té un format obert. Això li permet a altres aplicacions, encara aquelles que no estan basades en ACIS, l'accés i manipulació del model geomètric. La informació mínima necessària per entendre el format d'arxiu ACIS inclou l'estructura del format de l'arxiu, com es guarden les dades, els tipus de dades escrites, els subtipus i les referències.

### Tipus d'arxius
Existeixen dos tipus d'arxius en ACIS. El tipus Standard ACIS Text (SAT) i el tipus Standar ACIS Binary (SAB). Ambdós posseeixen la mateixa informació, per la qual cosa el terme arxiu SAT es fa servir quan no es necessita fer cap diferenciació. Els arxiu tipus SAT són arxius de text tipus ASCII i per la qual cosa es poden visualitzar per mitjà de qualsevol editor de text. Els arxius tipus SAT tenen característiques de text fàcils de llegir, com nova línia, espais entre paraules. Aquests arxius tenen l'extensió .sat. Els arxius tipus SAB, en canvi, no es poden visualitzar fàcilment amb un editor de text. Aquests estan dissenyats per se més compactes i no per la lectura pels humans. Els arxius tipus SAB tenen l'extensió .sab.

### Estructura de l'arxiu
L'estructura de l'arxiu està dividida en blocs com: 
- Encapçalat (tres renglons),
- Registres d'entitats - La major part de les dades,
- Opcional - Marcador del començament d'història de dades.
- Opcional - Registres d'entitats antigues necessàries per a la història i operacions de navegació (refer/desfer).
- Opcional - Marcador de final d'història de dades.
- Marcador de fi d'arxiu.